# Assignació
L'assignació o posada en servei d'un vaixell és l'acte o la cerimònia de posar un vaixell en servei actiu i es pot considerar com una aplicació particular dels conceptes i pràctiques generals de la posada en servei del projecte. El terme s'aplica amb més freqüència per col·locar un vaixell de guerra en servei actiu amb les forces militars del seu país. Les cerimònies implicades sovint estan arrelades en una tradició naval centenària.
El nom i el llançament del vaixell donen la seva identitat al casc del vaixell, però queden moltes fites abans que s'acabi i es consideri a punt per ser designat com a vaixell assignat. S'instal·len i es posen a prova la planta d'enginyeria, els sistemes d'armes i electrònics, la galera i altres equips necessaris per transformar el nou casc en un vaixell de guerra operatiu i habitable. El futur comandant, els oficials del vaixell, els suboficials i els mariners que formaran la tripulació formen per a l'entrenament i la familiarització amb el seu nou vaixell.
Abans de la posada en marxa, el nou vaixell es sotmet a proves al mar per identificar les deficiències que cal corregir. El temps de preparació i preparació entre el llançament del bateig i la posada en servei pot ser de fins a tres anys per a un portaavions de propulsió nuclear fins a vint dies per a un vaixell de desembarcament de la Segona Guerra Mundial. El USS Monitor, de la Guerra Civil Americana, es va assignar menys de tres setmanes després del llançament.

## Posada en servei d'un vaixell

### Proves al mar
Independentment del tipus de vaixell en qüestió, el viatge d'un vaixell cap a la posada en servei a la marina de la seva nació comença amb un procés conegut com a proves de mar. Les proves marítimes solen tenir lloc uns anys després de la posada de la quilla d'un vaixell i marquen el pas provisional entre la finalització de la construcció d'un vaixell i la seva acceptació oficial per al servei amb la marina de la seva nació.

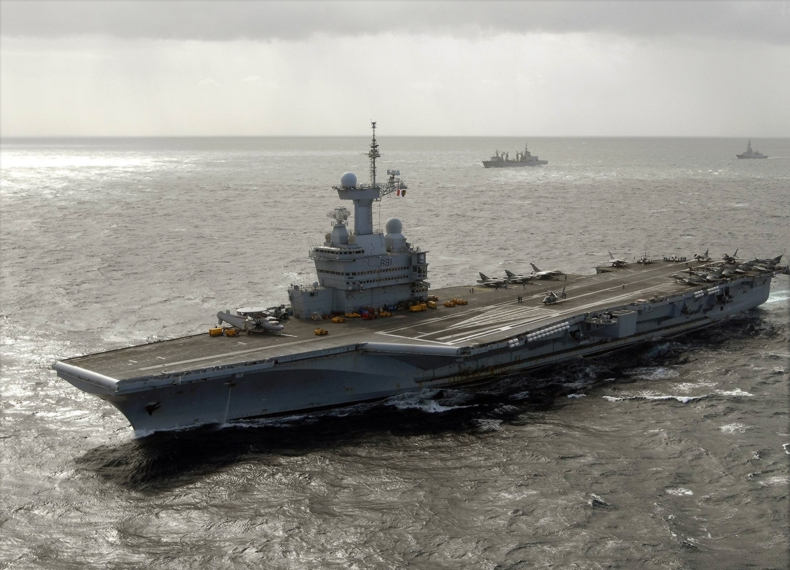
L'any 1999, el portaavions francès Charles De Gaulle va iniciar la seva fase de prova al mar, que va identificar la necessitat d'ampliar la coberta de vol per al funcionament segur de l'E2C Hawkeye.

Les proves marítimes comencen quan el vaixell surt flotant del seu dic sec (o més rarament, traslladat per un vehicle al mar des del seu hangar de construcció, com va ser el cas del submarí USS Virginia), moment en què la tripulació inicial d'un vaixell (normalment una tripulació esquelet composta per treballadors de la drassana i personal naval; a l'era moderna de vaixells cada cop més complexos, la tripulació inclourà representants tècnics del constructor de vaixells i dels principals subcontractistes del sistema) assumirà el comandament del vaixell en qüestió. A continuació, el vaixell navega per aigües litorals per provar el disseny, l'equip i altres sistemes específics del vaixell per assegurar-se que funcionin correctament i puguin manejar l'equip que utilitzaran en el futur. Les proves durant aquesta fase poden incloure el llançament de míssils des de carregadors de míssils, disparar el canó del vaixell (si està equipat), la realització de proves bàsiques de vol amb aeronaus rotatives i d'ala fixa que s'assignaran al vaixell i diverses proves de l'equip electrònic i de propulsió. Sovint durant aquesta fase de proves sorgeixen problemes relacionats amb l'estat de l'equip del vaixell, que poden requerir tornar a la drassana del constructor per resoldre aquestes preocupacions.
A més dels problemes amb les armes, l'armament i l'equip d'un vaixell, la fase de prova marítima a la qual passa un vaixell abans de la posada en servei pot identificar problemes amb el disseny del vaixell que poden haver de resoldre abans que pugui ser acceptat en servei. Durant les seves proves al mar l'any 1999, els oficials navals francesos van determinar que el portaavions francès Charles De Gaulle era massa curt per operar amb seguretat l' E2C Hawkeye, la qual cosa va provocar el seu retorn a la drassana del constructor per a l'ampliació.
Després que un vaixell hagi superat amb èxit el seu període de prova marítima, s'acceptarà oficialment en servei amb l'armada de la seva nació. En aquest punt, el vaixell en qüestió se sotmetrà a un procés de desmagnetització per reduir la signatura magnètica del vaixell.

### Posada en marxa

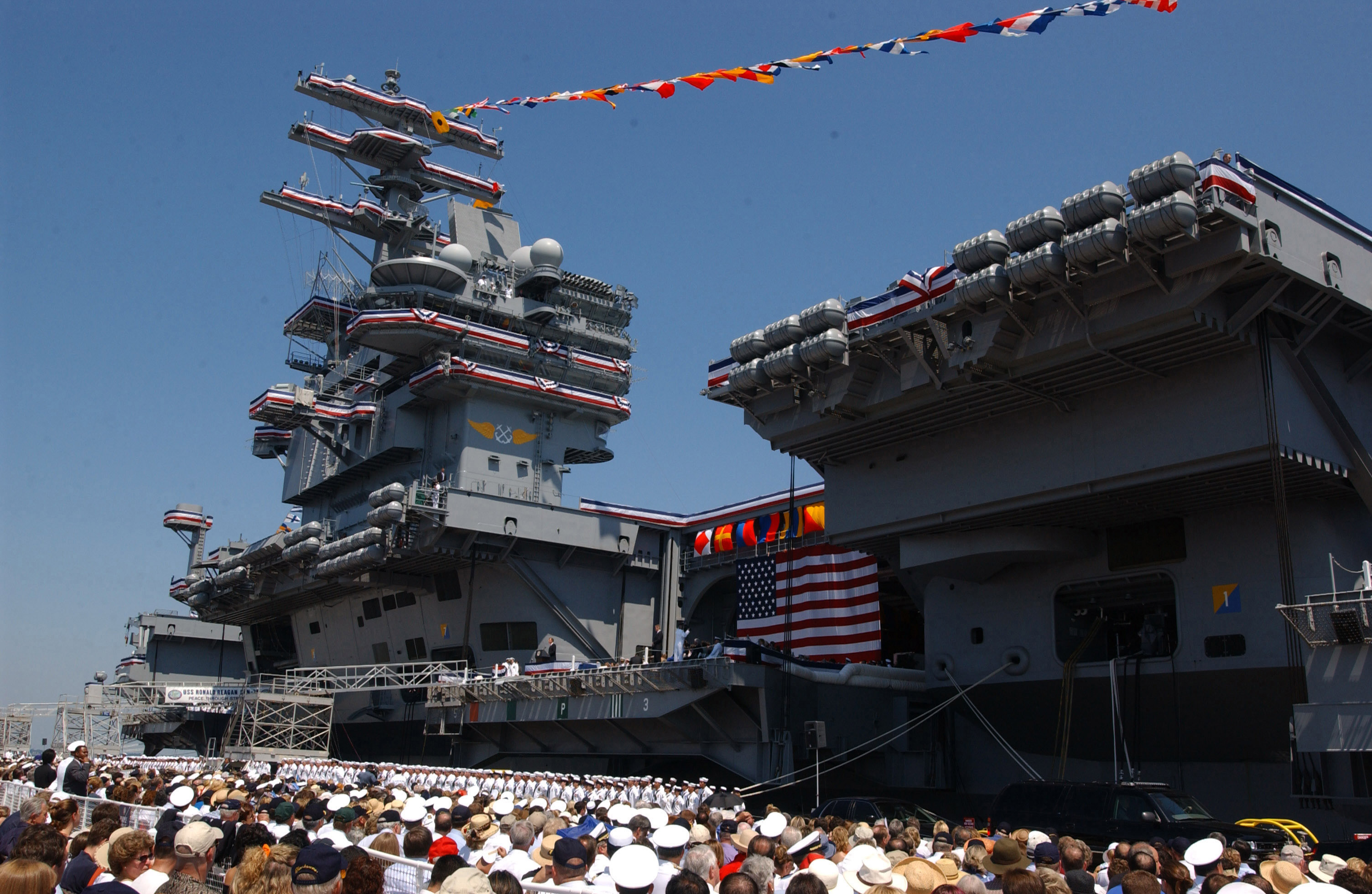
Centenars assisteixen a la cerimònia de posada en marxa del portaavions de propulsió nuclear USS Ronald Reagan. Nancy Reagan, esposa de l'homònim del vaixell, va donar a la tripulació del vaixell la tradicional primera ordre com a unitat activa de l'Armada: "Manegeu el vaixell i doneu-li vida".

Un cop s'han completat amb èxit les proves al mar d'un vaixell, els plans per a la cerimònia de posada en marxa prenen forma. Depenent de les tradicions navals de la nació en qüestió, la cerimònia de posada en marxa pot ser un esdeveniment planificat de manera elaborada amb convidats, la futura tripulació del vaixell i altres persones d'interès assistents, o la nació pot renunciar a una cerimònia i posar administrativament el vaixell en comissió.
Com a mínim, el dia en què es posaa en servei el vaixell, la tripulació es presenta al servei a bord del vaixell i l'oficial al comandament llegirà les ordres donades per al vaixell i el seu personal. Si la cerimònia del vaixell és un assumpte públic, el capità pot fer un discurs davant l'audiència, juntament amb altres VIP, tal com ho indiqui la cerimònia. També es poden produir cerimònies religioses, com la benedicció del vaixell o el cant d'himnes o cançons tradicionals.
Un cop s'ha encarregat un vaixell, el seu darrer pas per convertir-se en una unitat activa de la marina a la qual serveix és presentar-se al seu port d'origen i carregar o acceptar oficialment qualsevol equip restant (com ara municions).

## Desmantellament de vaixells
Desassignar un vaixell és acabar la seva carrera al servei de les forces armades d'una nació. A diferència de les pèrdues de vaixells en temps de guerra, en què es diu que un vaixell perdut per l'acció enemiga és atacat, el desmantellament confereix que el vaixell ha arribat al final de la seva vida útil i s'està retirant de la marina d'un país. Depenent de les tradicions navals del país, pot tenir lloc una cerimònia de commemoració de la clausura del vaixell, o el vaixell pot ser retirat administrativament amb una fanfàrria mínima. El terme "pagat" s'utilitza alternativament en contextos britànics i de la Commonwealth, originant-se en la pràctica de l'edat de la vela de posar fi a la comissió d'un oficial i pagar els salaris de la tripulació un cop el vaixell va completar el seu viatge.
La desassignació de vaixells sol produir-se uns anys després de la seva posada en servei i està pensada per servir com a mitjà pel qual un vaixell que ha quedat massa vell o obsolet es pugui retirar amb honor de les forces armades del país. La clausura del vaixell també es pot produir a causa d'acords de tractat (com el Tractat Naval de Washington) o per raons de seguretat (com ara el reactor nuclear d'un vaixell i les parts associades que arriben al final de la seva vida útil), depenent del tipus de vaixell que es desassigna. En un nombre limitat de casos, un vaixell es pot donar de baixa si es considera que el vaixell en qüestió està danyat més enllà de la reparació econòmica, com va ser el cas de l'USS Hugh W. Hadley, o l'USS Halibut. En casos rars, una armada o el seu país associat pot tornar a posar en servei o deixar un vaixell que és vell o obsolet en servei amb la força regular en lloc de desassignar el vaixell en qüestió a causa de la importància històrica o el sentiment públic pel vaixell en qüestió. Aquest és el cas dels vaixells USS Constitution i HMS Victory. Els vaixells conservats d'aquesta manera normalment no renuncien als seus noms a altres vaixells més moderns que poden estar en fase de disseny, planificació o construcció de la marina de la nació matriu.
Abans de la seva clausura formal, el vaixell en qüestió iniciarà el procés de desmantellament passant per un pas preliminar anomenat inactivació o desactivació. Durant aquesta fase, un vaixell s'informarà a una instal·lació naval propietat del país per permetre a la tripulació del vaixell descarregar, treure i desmuntar les armes, municions, electrònica i altres materials del vaixell que es consideri més útils per a la nació. El material eliminat d'un vaixell normalment acaba passant a un altre vaixell de la classe amb armes i/o capacitats similars, o bé emmagatzemat a l'espera de prendre una decisió sobre el destí de l'equip. Durant aquest temps la tripulació es pot reduir mitjançant transferències i reassignacions, ja que la retirada contínua d'equips fa que cert personal (com ara tècnics de míssils o equips d'armes) no pugui dur a terme les seves funcions al vaixell en qüestió. Determinats aspectes de la desactivació d'un vaixell, com ara l'eliminació o la desactivació de les capacitats d'armes nuclears d'un vaixell, poden estar regits per tractats internacionals, que poden comportar la presència d'oficials estrangers autoritzats a inspeccionar l'arma o el sistema d'armes per garantir el compliment dels tractats. Altres aspectes de la clausura d'un vaixell, com ara el reprocessament de combustible nuclear d'un vaixell que utilitza un reactor nuclear o l'eliminació de materials perillosos d'un vaixell, són gestionats pel govern d'acord amb les polítiques nacionals del país.
A més dels avantatges econòmics de retirar un vaixell que s'ha convertit en un manteniment intensiu o obsolet, el desmantellament allibera el nom que utilitza el vaixell, permetent als vaixells que es troben actualment en fase de planificació o construcció heretar el nom d'aquest vaixell de guerra. Sovint, però no sempre, els vaixells que estan fora de servei passen els propers anys en una flota de reserva abans que es decideixi el seu destí final.